# 妙乌王国
妙乌王国（1429年–1785年），是由若开人明苏蒙於1429年建立的封建王朝，定都妙烏，历经356年，于1785年为缅甸贡榜王朝所灭。

## 历史

### 建國
從900年代開始，緬族開始向西遷徙，翻越若開山脈，在現在的若開邦定居，儘管若開邦的國王向緬甸蒲甘王朝、阿瓦王朝進貢，但其基本上與緬甸其他地區隔絕，使得若開邦的發展更加獨立於緬甸其他地區，相較之下若開邦與孟加拉有著密切的接觸，孟加拉曾從海上入侵若開邦，襲擊了吉大港。
1373年，若开統治者去世，若开贵族派使者前往阿瓦，希望阿瓦王朝能派一位贤能的贵族去统治若开。阿瓦国王明基苏瓦派了苏蒙前往若开，并成为新的若开国王。1381年，苏蒙去世没有留下子嗣，于是若开的贵族再次请求阿瓦能指派新王。然而，来自阿瓦的新国王苏玫却是一个暴君。1385年，苏玫被若开的贵族们驱逐回阿瓦，一个名叫乌兹那具有若开王室血统的人被拥立为国王。1387年，乌兹那去世，其弟迪瓦律即位。1390年，迪瓦律去世，其弟丁色即位。1394年，丁色去世，儿子亚扎都即位，次年，西塔宾驱逐亚扎都自立为王，但西塔宾隨即被大臣敏欣基所杀。若开国中大乱，亚扎都乘机回国，击败了敏欣基并成功复辟。1401年，亚扎都去世，其弟登克都即位。1404年4月，登克都去世，亚扎都之子明苏蒙即位。
1406年12月，阿瓦国王明康派遣大军进攻若开，29日，隆耶城破，苏蒙流亡孟加拉苏丹国，并得到了蘇丹賈拉魯丁·穆罕默德·沙的庇護。缅人占领若开后，封格礼土司阿瑙亚塔为若开王，皆下来的六年中，若开成为阿瓦和勃固王朝争霸的战场。直到1421年，阿瓦和勃固的“四十年战争”结束。
苏蒙在孟加拉侨居23年，深得苏丹的信任。1429年，苏蒙向孟加拉苏丹借兵复国，许诺向苏丹称臣。苏丹让苏蒙率领大批的阿富汗冒险者向若开进军。2月，苏蒙因与大将瓦里汗发生争执，瓦里汗反叛，苏蒙逃回孟加拉。4月，在苏丹的帮助下，苏蒙组织了一支军队，再次进军若开，并于18日攻克隆耶，成功地控制了北若开。苏蒙在隆耶即位，伊斯兰名作苏萊曼。1430年12月16日，苏蒙下令修建新首都妙烏，并于次年完成。有大臣劝谏苏蒙说“新都竣，君必陨。”意思指新首都建立，國家君主必亡。苏蒙不听。1433年5月9日，苏蒙去世，終年52歲，其弟阿里钦即位。

### 孟加拉蘇丹國附庸
阿里钦是伊斯兰名，其缅名叫明克意。1437年，阿里钦攻克丹兑，统一若开。1450年，阿里钦反叛孟加拉，发兵攻克拉穆，袭击吉大港。1455年，阿里钦与阿瓦温多王会盟，得到了阿瓦的承认。1458年，阿里钦封其子巴绍蒲为王储，另外一子隆耶侯明翠逃到格礼，并成功使格礼土司派军袭击若开。12月12日，格礼军队至妙乌城郊，但是被阿里钦所击败。1459年1月，阿里钦去世，年六十六，巴绍蒲即位。
1459年，巴绍蒲遣军攻取吉大港，采取伊斯兰名卡利玛。1461年，丹雷侯反叛，被巴绍蒲镇压。1476年5月23日，勒人反叛，亦被镇压。1481年，吉大港反叛，12月，巴绍蒲率大军征讨吉大港，并成功平乱。1482年8月5日，巴绍蒲去世，年五十二。长子陶尔耶即位。陶尔耶，伊斯兰名作玛都。1492年，陶尔耶率军进攻吉大港山中部落时死于象战，年三十六。
陶尔耶死后，阿里钦之子巴苏纽即位。1494年1月，巴苏纽病死，年五十八。大臣拥立陶尔耶年仅八岁的儿子明仰囊即位，7月，大臣杀仰囊，立明仰囊之叔色林加都为王。1502年2月，色林加都病死，年四十六，子明亚扎即位。明亚扎不好政治，喜欢至丹兑捕象。1510年，明亚扎迁都吠舍里城。1513年12月，腾人（Thet）袭据吠舍里城二十九日，大臣拥立明亚扎年仅15岁的儿子加泽勃底为王，镇压了叛乱。加泽勃底听信大臣之言，杀害明亚扎于妙乌，年三十三。1515年1月，加泽勃底被害，年仅十七岁，大臣们拥立明苏欧为王。7月，明苏欧死，年五十九。大臣们又拥立陶尔耶之子兰里侯塞泽塔为王，塞泽塔迁都傣基（Daingkyi）。1521年4月，塞泽塔死，年五十七，大臣拥立陶尔耶之子明康为王。1531年，丹兑侯明彬起兵攻击北若开。5月，明康被杀于傣基，年五十四。
明彬，本名明巴基，明亚扎之子，1531年5月27日于妙乌即位，定尊号为底里都利亚山达摩诃达马亚扎。1532年10月7日，明巴基为了摆脱孟加拉控制，发动针对孟加拉苏丹国的战争，明巴基本人亲率12,000人大军进攻吉大港。孟加拉军队约有10,000人被击败，明巴基重新夺回吉大港。12月1日，明巴基率军进攻达卡。11日，若开军击败孟加拉军队，进入达卡城。1533年2月8日，周边的领主纷纷来到达卡进贡，明巴基娶一名16岁的孟加拉王室公主为王后。4月13日，明巴基离开达卡，返回妙乌。5月14日，明巴基立一贵族为新征服地区的领主。同年，明巴基派遣5,000人进攻特里普里，索求贡品。9月，明巴基亲自率领大军征讨前来侵犯的特里普里人。1534年2月24日，明巴基击败了特里普里人，回到妙乌。

### 东吁-妙乌战争
1535年2月22日，葡萄牙人袭击若开，26日，葡萄牙人被若开军队击溃。28日，葡萄牙人袭击妙乌，明巴基亲自率军驱逐了葡萄牙人。3月7日，葡萄牙人被彻底赶回海里。之后，明巴基开始雇佣葡萄牙人进行征战。
1542年初，明巴基派遣5,000人帮助卑谬防御東吁王朝的进攻，但是被东吁国王德彬瑞梯所击败。1545年10月，东吁国王德彬瑞蒂派遣大军入侵若开，包围了丹兑城，丹兑守将明昂拉固守城池，缅军久攻不下。12日，明巴基派遣军队救援丹兑，缅军退兵。
1546年10月28日，缅军水陆入侵若开。11月，缅军攻克丹兑，一路向北。1547年1月23日，缅军推进至隆耶城下。但是缅军意識到妙乌王国的都城妙乌易守難攻，加上暹羅阿瑜陀耶王国可能趁虛而入，30日，缅甸国王德彬瑞蒂与明巴基议和。3月26日，缅军退出丹兑城，东吁-妙乌战争结束。就在缅甸军队大举入侵若开之时，特里普里人袭击了吉大港、拉穆等地。缅军回国后，明巴基决定派遣大军征讨特里普里。1554年1月11日，明巴基去世，年六十，长子明岱伽即位。
明岱伽在位2年，于1556年3月6日去世，年四十，其子明苏拉即位。1564年7月24日，明苏拉去世，年三十一，弟明色伽即位。1572年2月7日，明色伽去世，年三十五，明巴基之子明培劳即位。1575年1月，明培劳派遣大军进攻特里普里，攻克其首都。1581年，缅甸入侵丹兑，不久，缅甸王勃印曩去世，缅军退去。1586年，吉大港叛乱，11月19日，明培劳率兵征讨吉大港。12月24日，发兵北孟加拉和特里普里，二周后，叛乱被镇压。1593年7月4日，明培劳去世，年五十八。子明亚扎吉即位。
明亚扎吉初立，分封其弟德多明绍为阿瑙勃因，即孟加拉之王，统治吉大港地区。1595年，德多明绍在吉大港叛乱。次年2月，被镇压。1597年，缅甸内乱，东吁王明耶底哈都派使者至若开，与若开结盟，并一起出兵攻打勃固王朝。1598年11月10日，明亚扎亲率陆军，王太子明加曼率水师，进攻汉达瓦底。1599年3月，若开水师攻克丁因城。4月，若开-东吁联军包围汉达瓦底。11月，勃固投降。1612年7月4日，明亚扎吉去世，年五十四，明加曼即位。

### 衰亡
16~17世纪被若開人將其視為其歷史的黃金時代，因為当时的妙乌王国曾是孟加拉灣地區重要的商業港口和政治中心，並參與和伊斯兰和歐洲势力的海上貿易，文化發展也達到鼎盛。然而1666年时吉大港被莫卧儿帝国皇帝奧朗則布征服後，妙乌王国逐漸衰退，內部不穩定、叛亂和國王廢黜时常发生。1785年1月2日，內部分裂的妙乌王国被缅甸貢榜王朝的入侵軍隊攻陷首都妙乌，原属若開人的摩訶牟尼佛像被缅甸當作戰利品奪走。

## 与中国关系
缅甸史书《琉璃宫史》称若开为“毕马撒”，有学者认为“毕马撒”即是中国《明实录》和《明史》提到的“底马撒宣慰司”。

## 世系表
| 君主           | 即位  | 去位 | 英文名             | 其他譯名    |
| -------------- | ----- | ---- | ------------------ | ----------- |
| 彌修摩         | 1429  | 1433 | Min Saw Mon        | 明蘇蒙      |
| 彌阿梨         | 1433  | 1459 | Min Khayi          | 明克億      |
| 巴修驃         | 1459  | 1482 | Ba Saw PhyU        | 巴绍蒲      |
| 陶爾耶         | 1482  | 1492 | Daw Lya            |             |
| 婆修奴         | 1492  | 1494 | Ba Saw Nyo         | 巴苏纽      |
| 耶曩           | 1494  | 1494 | Min Ran Aung       | 明仰囊      |
| 沙林伽都       | 1494  | 1502 | Salingathu         | 色林加都    |
| 彌耶娑         | 1502  | 1513 | Min Raza           | 明亚扎      |
| 迦沙婆提       | 1513  | 1515 | Gazapati           | 加泽勃底    |
| 彌修烏         | 1515  | 1515 | Min Saw O          | 明苏欧      |
| 他多沙         | 1515  | 1521 | Thazata            | 塞泽塔      |
| 明康           | 1521  | 1531 | Minkhaung          |             |
| 明彬           | 1531  | 1554 | Min Bin            | 明巴基      |
| 提迦           | 1554  | 1556 | Min Dikkha         | 明岱伽      |
| 修羅           | 1556  | 1564 | Min Saw Hla        | 明苏拉      |
| 彌悉多耶       | 1564  | 1572 | Min Sekkya         | 明色伽      |
| 彌波隆         | 1572  | 1593 | Min Phalaung       | 明培劳      |
| 明耶娑袛       | 1593  | 1612 | Min Razagyi        | 明亚扎吉    |
| 明迦莽         | 1612  | 1622 | Min Khamaung       | 明加曼      |
| 梯利都曇摩     | 1622  | 1638 | Thiri Thudhamma    | 蒂裡·圖達瑪 |
| 明娑尼         | 1638  | 1638 | Min Sanay          | 明薩奈      |
| 那羅波帝只     | 1638  | 1645 | Narapati           | 那拉帕蒂    |
| 他拖           | 1645  | 1652 | Thado              | 薩多        |
| 僧陀都曇摩     | 1652  | 1674 | Sanda Thudamma     | 珊達‧圖達瑪 |
| 梯利都利耶     | 1674  | 1685 | Thiri Thuriya      |             |
| 伐羅陀摩羅娑   | 1685  | 1692 | Wara Dhammaraza    |             |
| 牟尼都曇摩羅娑 | 1692  | 1694 | Muni Thudhammaraza |             |
| 僧陀都利耶一世 | 1694  | 1696 | Sanda Thuriya I    |             |
| 那羅多修       | 1696  | 1696 | Nawrahta           |             |
| 摩逾畢耶       | 1696  | 1697 | Mayuppiya          |             |
| 迦羅滿陀       | 16997 | 1698 | Kalamandat         |             |
| 那羅提波帝一世 | 1698  | 1700 | Naradipati I       |             |
| 僧陀毗摩羅一世 | 1700  | 1707 | Sanda Wimala I     |             |
| 僧陀都利耶二世 | 1707  | 1710 | Sanda Thuriya II   |             |
| 空位期         |       |      |                    |             |
| 僧陀毗沙耶     | 1710  | 1731 | Sanda Wizaya       |             |
| 僧陀都利耶三世 | 1731  | 1734 | Sanda Thuriya III  |             |
| 那羅提波帝二世 | 1734  | 1735 | Naradipati II      |             |
| 那羅波伐羅     | 1735  | 1737 | Narapawara         |             |
| 僧陀毗沙耶     | 1737  | 1738 | Sanda Wimala       |             |
| 摩陀利         | 1738  | 1743 | Madarit            |             |
| 那羅阿波耶     | 1743  | 1761 | Nara Apaya         |             |
| 梯利都         | 1761  | 1762 | Thirithu           |             |
| 僧陀波耶摩     | 1762  | 1764 | Sanda Parama       |             |
| 阿波耶         | 1764  | 1774 | Apaya              |             |
| 僧陀都摩那     | 1774  | 1777 | Sanda Thumana      |             |
| 僧陀毗摩羅二世 | 1777  | 1777 | Sanda Wimala II    |             |
| 僧陀他提他     | 1777  | 1782 | Sanda Thaditha     |             |
| 他摩陀         | 1782  | 1785 | Maha Thammada      |             |